# Фортанга
Фортанга (чеч. Марта) (інг. Форта[2]) — річка в Росії, протікає в Чечні і Інгушетії. Права притока Асси. Довжина річки — 69 км, площа її водозбірного басейну — 525 км².

## Географія
Річка бере початок в Інгушетії на північному схилі хребта Цорейлам. У верхній течії має назву Мартанка. Тече на північ. Гирло річки знаходиться біля села Шаамі-Юрт за 7,5 км по правому березі річки Асса. Довжина річки становить 69 км.
Населені пункти, які стоять в басейні річки Фортанга: Хай, Цечахкі, Пхуматіє, Катаргаштіє, Мулканіє, Мужак, Моштіє, Мереджі, Даких, Хайхарой, Герети, Егічож, Егібосс, Даттих, Белхара, Гандалбос, Аршти, Іздиг, Футтунчіе, Акаті, Берешки, Самиогочіє, Мергйісте, Бамут, Ачхой-Мартан, Шаамі-Юрт.

## Дані водного реєстру
За даними державного водного реєстру Росії відноситься до Західно-Каспійського басейнового округу, водогосподарська ділянка річки Сунжа від витоку до міста Грозний, підбасейн відсутній. Річковий басейн річки — Річки басейну Каспійського моря межиріччя Терека і Волги.
Код об'єкта в російському державному водному реєстрі — 07020001112108200005536.

## Топографічні карти
| Сунжа (Орджонікідзевська) K-38-31 |
| Ниж. Алкун K-38-43                |